# Climocella pukanui
Climocella pukanui är en snäckart som beskrevs av James Frederick Goulstone och Brook 1999. Climocella pukanui ingår i släktet Climocella och familjen Charopidae. Inga underarter finns listade i Catalogue of Life.